# Centro comercial Metrópolis (Venezuela)
Metrópolis Shopping Center  es una cadena de centros comerciales de tipo urbano, con sede en el Municipio San Diego, en la ciudad de Valencia, Estado Carabobo, Barquisimeto, estado Lara, y Maracaibo, estado Zulia, en Venezuela. Fue creada por la empresa textil Mantex y construida por su empresa de desarrollos inmobiliarios. Siendo así el primero de la cadena, la sede de San Diego, en Valencia, Estado Carabobo. Fue inaugurado el 18 de junio de 2001, inaugurando posteriormente un segundo centro comercial en la ciudad de Barquisimeto, Estado Lara en 2007.
Grupo Mantex cuenta en total con tres complejos: Metrópolis Valencia, Metrópolis Barquisimeto, y Metrosol Maracaibo.

## Características
Son de estilo mall, con infraestructura de gran tamaño y con tiendas que van desde grandes almacenes de productos de consumo masivo hasta tiendas de productos exclusivos. Sin embargo ninguno de los Metrópolis tienen supermercados. Todos los centros tienen ferias de comida y salas de cines pertenecientes a las cadenas de Cines Unidos y Cinex.
Metrópolis Shopping Center cuenta con sucursales de tiendas, Ciudad Traki y entre las franquicias ubicadas en el centro comercial están McDonald's, Wendy's, Arturo's, y entre los almacenes cuenta con Macuto, Graffiti, Tijerazo, entre otras.
Sobre una extensión de 95.591,26 M², fue concebido para ser desarrollado en etapas, tiene en funcionamiento 2 de ellas, que albergan 475 locales comerciales, desarrollados en 138.452,96 M² de construcción bruta y 56.191,06 M² de área comercial o neta. Cuenta con 3200 puestos de estacionamientos desarrollados en playas o patios de estacionamientos.
Metrópolis Valencia, posee 12 salas de cine, 2 salas 3D, ferias de comida y entretenimiento, terraza con vista a la ciudad, entre otros. Ha batido récords en incidencia de visitas que lo ubican en los 18 centros comerciales más visitados del país en el mes de abril, según la encuestadora SURVEY FAST que lo ubica en la posición número 5 a nivel nacional agrupando el 5.7% de la población.
Está ubicado con frente a la Autopista Regional del Centro, que le permite un fabuloso frente hacia esta importante arteria vial, en el Municipio San Diego, segundo de mayor crecimiento nacional, lo cual unido a su tamaño, capacidad de crecimiento, mezcla comercial y localización lo han convertido en un centro comercial con impacto Regional.
Metrópolis Valencia lideriza holgadamente el mercado comercial de la Región, siendo, de acuerdo a investigaciones y estudios propios y de terceros, el centro comercial con mayor volumen de visitantes, compras y fidelización, teniendo récord nacional, al ser medido con todos los demás centros comerciales del país en sus respectivas regiones.
Destaca en Metrópolis Valencia su poderío comercial, por una oferta amplia y profunda con presencia de importantes y reconocidas tiendas y servicios locales, nacionales e internacionales. A ello se le une, una edificación construida con tecnología de punta, en pro de la facilitación de la operación comercial y operativa.
Metrópolis Barquisimeto es el segundo centro comercial desarrollado por el Grupo Mantex, consorcio que cuenta con más de 50 años de trayectoria en Venezuela y que en la actualidad su operatividad está destinada la industria de la construcción y administración de centros comerciales.   
Metrópolis Barquisimeto se encuentra en el importante cruce de la avenida Florencio Jiménez con avenida La Salle al oeste del estado Lara, en plena zona industrial; un amplio centro comercial que está conformado por 278 locales y 33 quioscos, construidos en 22 mil metros cuadrados de área neta, y distribuidos en dos niveles comerciales de doble altura, dentro de los que destacan entre sus principales comercios, un cine con más de mil 700 butacas distribuidas en siete salas de la firma "Cinex", incluyendo una sala 3D, feria de comidas, tiendas de gran formato, y más de 900 puestos de estacionamiento con acceso directo al mall.
Metrosol Maracaibo siendo el único Shopping del sur de Maracaibo, Metrosol ofrece a sus visitantes un lugar para compartir en familia, con espacios confortables, seguros y servicios de calidad; donde se pueden encontrar diversidad de tiendas, locales de entretenimiento, salas de cine con tecnología 3D,  estacionamiento gratuito y una feria de comida con variadas opciones gastronómicas.
El mall está ubicado en la Circunvalación 2 de Maracaibo, constituido en una infraestructura moderna, el centro comercial cuenta  con más de 100 locales comerciales, distribuidos en aproximadamente 20 mil mts2, lo que ha impulsado el crecimiento económico de esta parte de la región zuliana.

## Accionistas
| Empresa Nacional y/o Extrajera | país      |        |
| ------------------------------ | --------- | ------ |
| MANTEX                         | Venezuela | 100,0% |